# موسى عيسى مصطفى
موسى عيسى مصطفى لاعب كرة قدم نيجيري من مواليد السعودية ، يلعب في الجناح الأيمن.
لعب سابقاً لأندية الرياض و ضمك و الفيصلي و نجران و الأنصار .